# Mihai Frățilă
Mihai Cătălin Frățilă (* 10. Dezember 1970 in Alba Iulia) ist ein rumänischer Geistlicher. Er ist Bischof der Eparchie Sankt Basilius der Große in Bukarest der mit Rom unierten Rumänisch-Katholischen Kirche.

## Leben
Mihai Frățilă studierte am Priesterseminar in Blaj, an der Urbaniana und Gregoriana sowie am Päpstlichen Orientalischen Institut (PIO) in Rom. Am 11. August 1996 empfing er in Blaj die Priesterweihe. Während seines Postgraduiertenstudium in Liturgiewissenschaft am Institut Catholique de Paris (ICP) war er von 1996 bis 1998 als Priester in der rumänisch-katholischen Gemeinde Paris tätig. 1999 wurde er Vizerektor des Päpstlichen Rumänischen Kollegs „Pio Romeno“ in Rom, ab 2005 dessen Rektor.
Nach Wahl am 20. Juni 2007 durch die rumänisch-katholische Bischofssynode ernannte ihn Papst Benedikt XVI. am 27. Oktober 2007 zum Titularbischof von Novae und bestellte ihn zum Weihbischof im Großerzbistum Făgăraș und Alba Iulia. Die Bischofsweihe spendete ihm der Großerzbischof der Rumänisch-Katholischen Kirche, Lucian Mureșan, am 16. Dezember 2007. Mitkonsekratoren waren Virgil Bercea, Bischof von Großwardein, und Alexandru Mesian, Bischof von Lugoj. Am 4. Mai 2008 wurde er in der Landeshauptstadt Bukarest feierlich in sein Amt eingeführt.
Bei seiner Ordination war Frățilă mit 37 Jahren der jüngste Bischof der katholischen Kirche.
2008 spendete Frățilă dem ernannten Bischof des griechisch-katholischen Exarchates Griechenland Dimitrios Salachas die Bischofsweihe.
Am 29. Mai 2014 wurde er zum ersten Bischof der mit gleichem Datum errichteten Eparchie Sankt Basilius der Große in Bukarest ernannt. Die Amtseinführung fand am 30. August desselben Jahres statt.

## Werke
- Mihai Frățilă: L'itinéraire baptismal de la pureté : aspects de purification dans le rituel de baptême de la tradition byzantine. Ed. Viata Crestina, Cluj-Napoca 2001. ISBN 973-9288-37-5
- Mihai Frăṭilă (Hrsg.): Vivere il Regno di Dio al servizio degli altri. Miscellanea in onore del P. Olivier Raquez OSB. Galaxia Gutenberg,  Cluj-Napoca 2008. ISBN 978-973-141-025-8.